# Altamusica.com
 (novembre 2024).
Si vous disposez d'ouvrages ou d'articles de référence ou si vous connaissez des sites web de qualité traitant du thème abordé ici, merci de compléter l'article en donnant les références utiles à sa vérifiabilité et en les liant à la section « Notes et références ».
 (novembre 2024).
Altamusica.com est, historiquement, le premier[réf. nécessaire] portail web français professionnel consacré à l'actualité de la musique classique,.
Créé en 1999, dans un premier temps, ce journal quotidien en ligne n'a fait appel qu'à des journalistes professionnels reconnus dans l'univers de la musique classique, tels Éric Sebbag (rédacteur en chef), Gérard Mannoni (Le Quotidien de Paris, Elle), Michel Parouty (Les Échos), Stéphane Haïk (France Musique), Olivier Bernager (France Musique), Sylvie Bonier (Journal de Genève) ou Philippe Venturini (Le Monde de la musique), Nicole Duault (France-Soir, Le Journal du dimanche).
Cette première mouture éditoriale ambitieuse n'aura pas survécu à l'éclatement de la bulle Internet, en 2001. Depuis cette date, l'équipe a été renouvelée au profit d'une génération plus jeune, tout en conservant des plumes reconnues de longue date, comme celles de Gérard Mannoni et de Nicole Duault.